# Elektraverken
Elektraverken (Aktiebolaget Elektraverken) était une entreprise suédoise spécialisée en particulier dans la production de lampes et divers équipements électriques.

## Histoire
L'entreprise est fondée en 1917, mais a pour origine l'entreprise Stockholms glödlampsfabrik (littéralement « fabrique de lampes à incandescence de Stockholm ») fondée dès 1906 par Edvard Henke (qui dirige Elektraverken jusqu'en 1941). La production se faisait à Ringvägen 98 Södermalm, et la lampe Kungslampan rencontre un succès important dans le pays. En 1928, l'entreprise allemande Osram achète Elektraverken qui devient une filiale sous le nom Osram-Elektraverken. Après la seconde Guerre mondiale, à l'instar d'autres entreprises allemandes, Osram-Elektraverken est prise en charge par l'état suédois puis confiée en 1947 à des investisseurs suédois. À la même période, la production est déplacée à Södra Hammarbyhamnen toujours à Södermalm. En 1955, la restriction sur les capitaux allemands est retirée et en 1958, Osram rachète sa filiale suédoise.
Finalement, la production est arrêtée en 1981 et le nom de la filiale est changée en 1985 pour Osram AB.

## Galerie

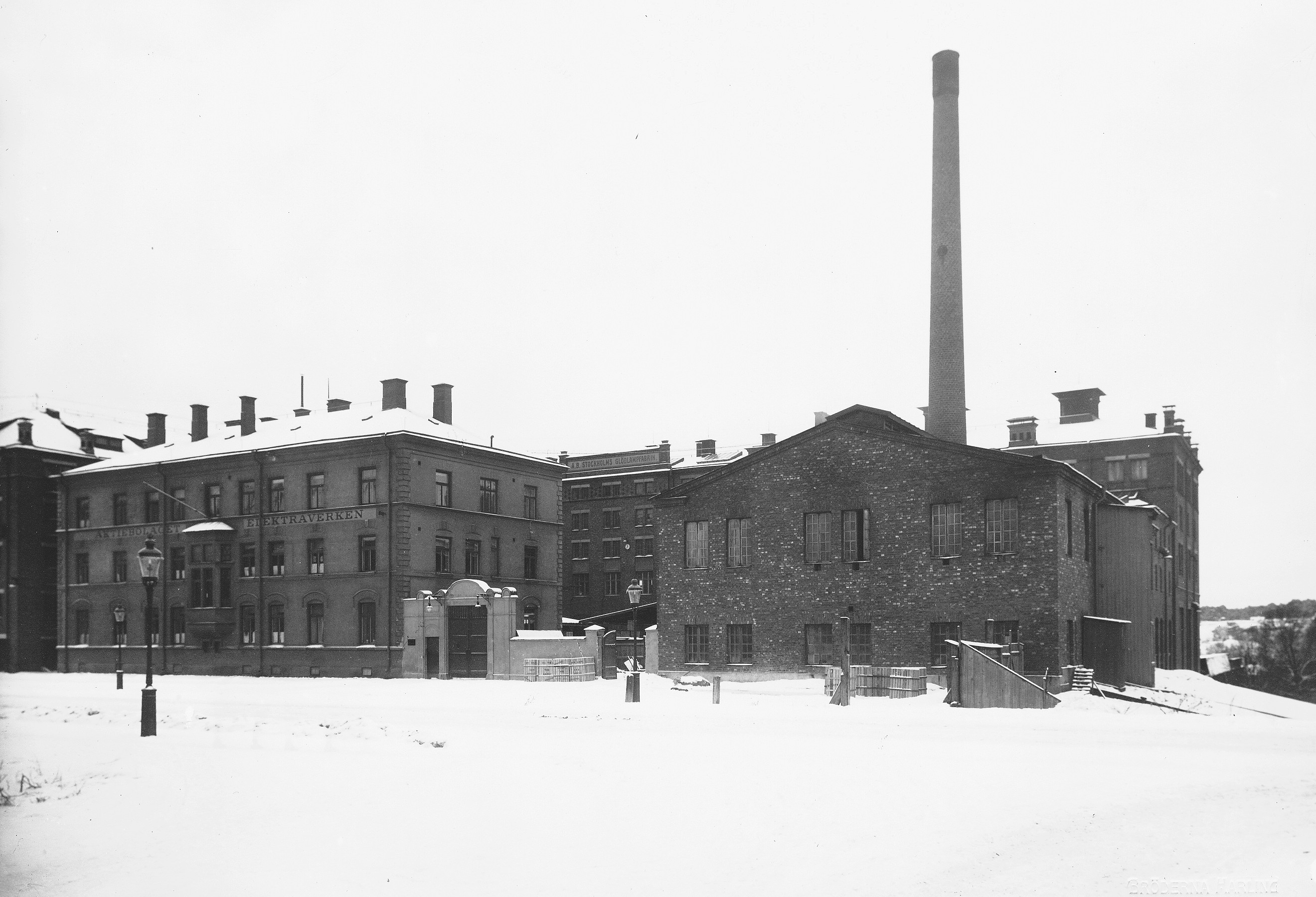
La fabrique à Ringvägen en 1924.
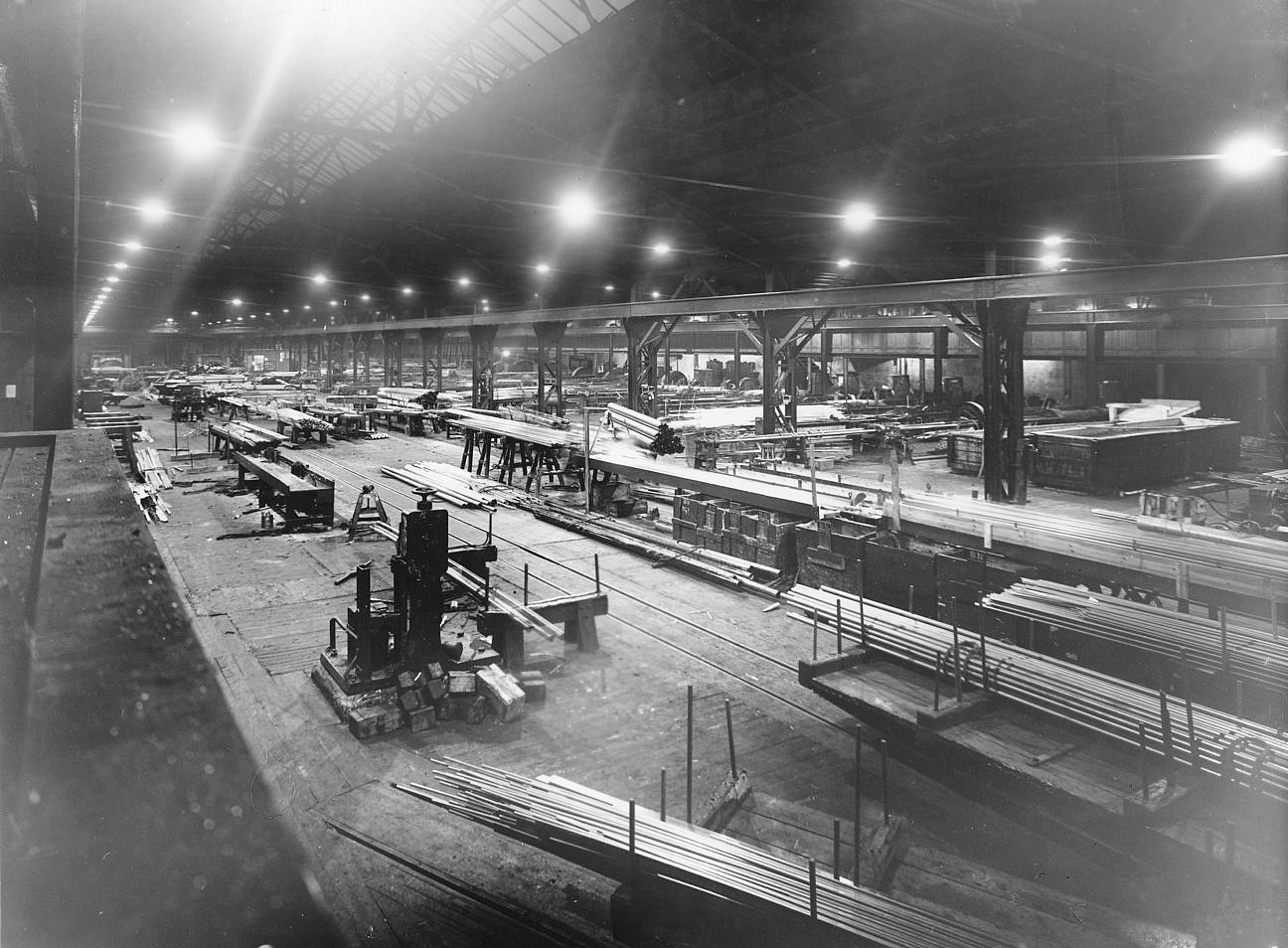
Intérieur de la fabrique en 1923.
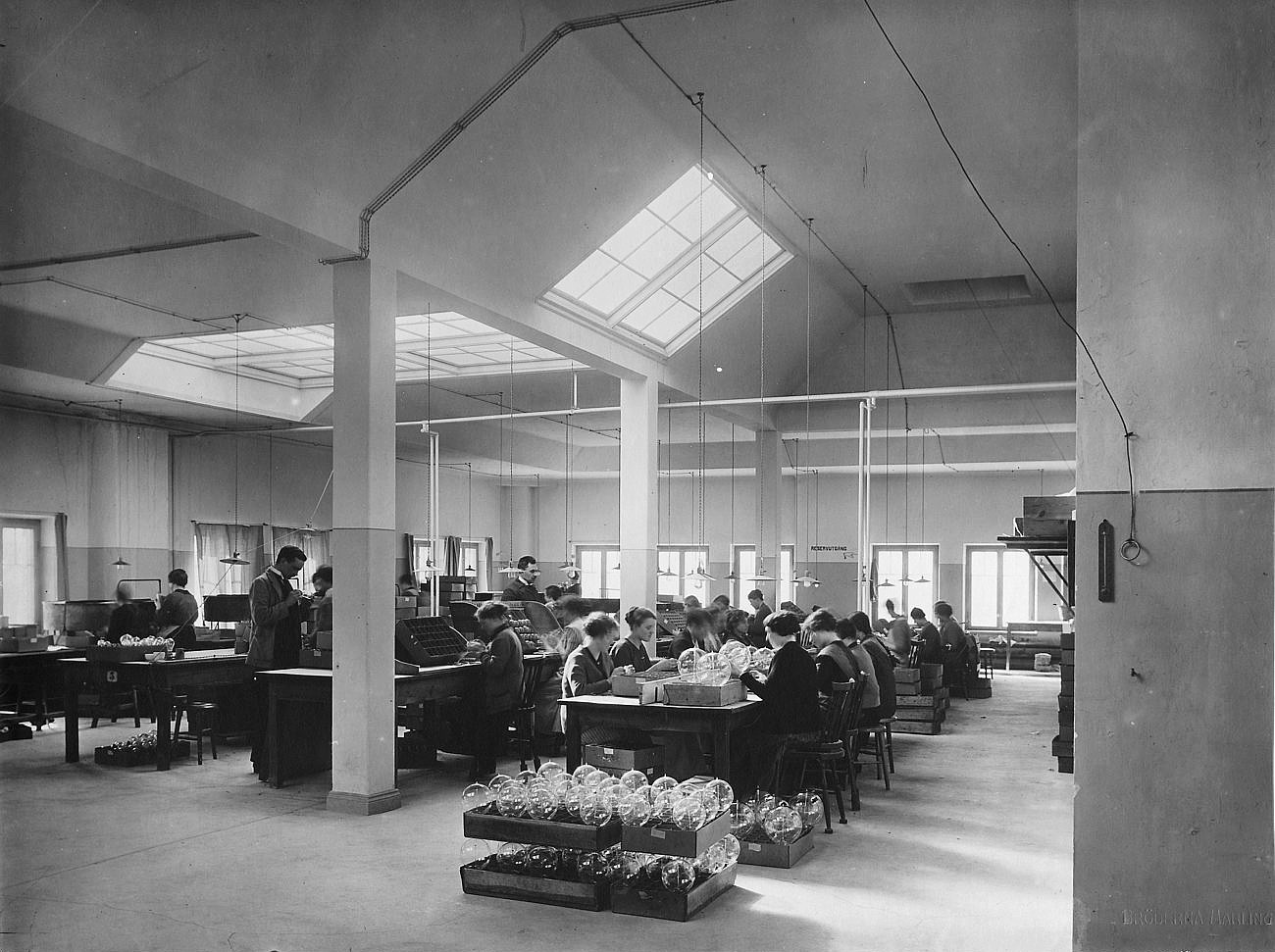
Fabrication des lampes en 1917.
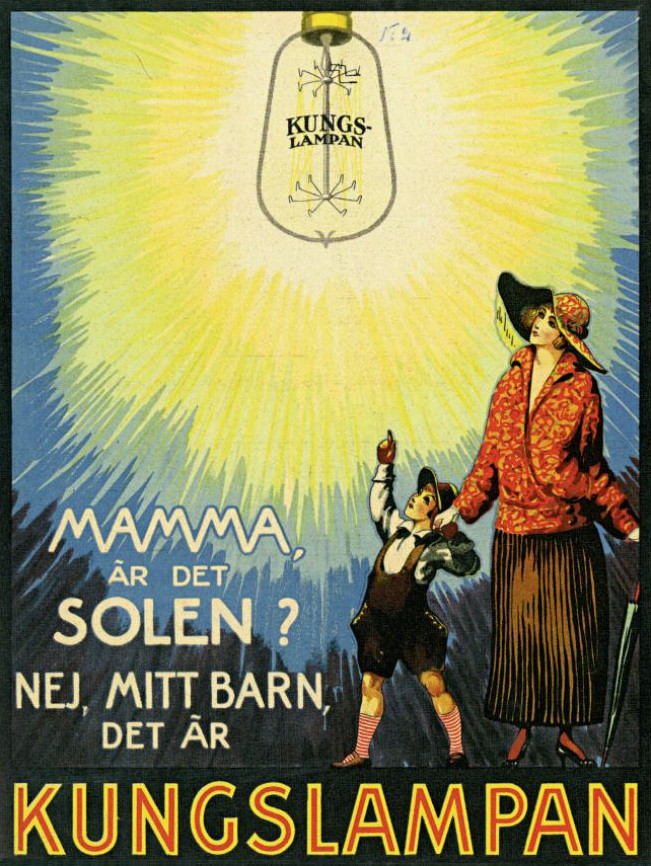
Affiche publicitaire de 1910. « Maman, est-ce le soleil? Non, mon enfant, c'est Kungslampan »